# That '80s Show
That '80s Show var en TV-serie skapad med många likheter till That '70s Show (en del gemensamma manusförfattare, likartat namn och struktur med mera), som utspelar sig i San Diego i Kalifornien i USA år 1984. Serien lades ner efter redan en säsong då tittarsiffror inte blev lika höga som man förväntat sig. Serien spelades in från 23 januari 2002 till 29 maj 2002 i Los Angeles, Kalifornien vid CBS Studio Center.
Serien räknas inte som en uppföljare till That '70s Show.

## Karaktärer
- Corey Howard spelas av Glenn Howerton
- June Tuesday spelas av Chyler Leigh
- Roger spelas av Eddie Shin
- Katie Howard spelas av Tinsley Grimes
- Sophia spelas av Brittany Daniel
- R.T. Howard spelas av Geoff Pierson
- Margaret Margaret spelas av Margaret Smith

## Avsnitt
Säsong 1 (2002):
1. Eighties (också kallad That '80s Pilot) — inspelad 23 januari 2002
2. Corey's Remix — inspelad 13 februari 2002
3. Tuesday Comes Over — inspelad 6 februari 2002
4. Valentines Day — inspelad 30 januari 2002
5. My Dead Friend — inspelad 20 februari 2002
6. Spring Break '84 — inspelad 6 mars 2002
7. Katie's Birthday — inspelad 27 mars 2002
8. After The Kiss — inspelad 10 april 2002
9. Double Date — inspelad 17 april 2002
10. Punk Club — inspelad 24 april 2002
11. Road Trip — inspelad 6 maj 2002
12. Sophia's Depressed — inspelad 29 maj 2002
13. Beach Party — inspelad 7 maj 2002

Produktionsbolaget ändrade ordningen på några avsnitt när de skulle visas på amerikansk TV.

## Gästskådespelare/återkommande karaktärer
- Ed McMahon (i avsnittet "Road Trip" som sig själv)
- Pat Benatar (i avsnittet "Road Trip" som sig själv)
- Neil Giraldo (i avsnittet "Road Trip" som sig själv)
- Tiffany (i avsnittet "Punk Club" som "Candy", anställd på "Chaos" punk-klubb)
- Debbie Gibson (i avsnittet "Beach Party" som "Janice" en pinsam show tunes-älskande kund)
- Morgan Fairchild (i avsnittet  "Beach Party" som "Cossima Blair", R.T.s ärkefiende)
- John Taylor (i avsnittet  "Sophia's Depressed" som Margarets privata inredare)
- Nathan West (i avsnittet "Spring Break '84 som "Wray Thorn", en gammal klasskompis till Corey som gjorde honom till framgångsrik musiker)
- Tammy Lynn Michaels (i flera avsnitt som "Patty", Rogers flickvän)
- Josh Braaten (i flera avsnitt som "Owen", Katie's pojkvän)

## Information om DVD-utgåva
Serien har inte getts ut på DVD och varken FOX eller Carsey-Werner har några planer på en framtida utgivning. På grund av dess låga tittarsiffror när serien visades på TV och den dyra musiken som införskaffades för serien, lär det dröja eller aldrig bli möjligt att köpa serien på DVD.

## Musiken
Varje avsnitt innehåller populära låtar från 1980-talet, som spelas i bakgrunden eller sjungs av karaktärerna i serien. De listas nedan i avsnittsordning.:
- "Eighties (Pilot)": "Let Me Go" av Heaven 17; "Once in a Lifetime" av Talking Heads; "What Difference Does It Make?" av The Smiths; "Love is a Battlefield" av Pat Benatar, "Slip It In" av Black Flag; "Add It Up" av Violent Femmes; "Close to You", av The Carpenters

- "Corey's Remix":  "Heartbeat" av The Psychedelic Furs; "Come on Eileen" av Dexy's Midnight Runners, "Rock the Casbah" av The Clash; "Strip" av Adam Ant

- "Tuesday Comes Over":  "Who's Behind the Door?" av Zebra; "No Rest for the Wicked" by Helix

- "Valentine's Day":  "In the Name of Love" av Thompson Twins; "Modern Love" av David Bowie; "I Want Candy" av Bow Wow Wow

- "My Dead Friend":  "99 Luftballons" av Nena, "The Great Unknown" av Elvis Costello and the Attractions; "People Who Died" av Jim Carroll Band

- "Spring Break '84":  "As Far as I Know" av Paul Westerberg; "I Ran" av A Flock of Seagulls; "Whatever Happened to You?" av Stan Ridgway; "Cruel Summer", av Bananarama

- "Katie's Birthday":  "Guitar, Talk, Love & Drums" av Gary Myrick; "Up Where We Belong" av Joe Cocker och Jennifer Warnes, "If I Didn't Love You" by Squeeze

- "After The Kiss":  "This Is Radio Clash" av The Clash; "Goo Goo Muck" av The Cramps; "Steppin' Out" av Joe Jackson

- "Double Date":  "I'll Tumble 4 Ya" av Culture Club; "Meeting in the Ladies Room" av Klymaxx; "She Talks in Stereo" av Gary Myrick and the Figures

- "Punk Club":  "Karma Chameleon" av Culture Club; "People Are People" av Depeche Mode; "Footloose" av Kenny Loggins

- "Road Trip":  "I'm So Excited" av The Pointer Sisters; "Balls to the Wall" av Accept; "Heartbreaker" av Pat Benatar; "I Love LA" av Randy Newman

- "Sophia's Depressed":  "We're Not Gonna Take It" av Twisted Sister; "The Reflex" by Duran Duran

- "Beach Party":  "We Got the Beat" av The Go-Go's; "Time the Avenger" av The Pretenders

### Fotnoter
1. ↑  Review: ‘That ’80s Show’ (på engelska), Variety, 21 januari 2002, läs online.[källa från Wikidata]
2. ↑  Lynette Rice (17 december 2001). ”Get ready for That '80s Show!” (på engelska). Entertainment. http://www.ew.com/article/2001/12/17/get-ready-80s-show. Läst 28 oktober 2016.